# ブラウン郡 (ネブラスカ州)
ブラウン郡 (Brown County) はアメリカ合衆国ネブラスカ州に位置する郡である。2000年現在、人口は3,525人である。ここの郡庁所在地はエインズワースである。

## 地理
アメリカ合衆国統計局によると、この郡は総面積3,173 km2 (1,225 mi2) である。このうち3,163 km2 (1,221 mi2) が陸地で10 km2 (4 mi2) が水地域である。総面積の0.31%が水地域となっている。

## 人口動勢
2000年現在の国勢調査で、この郡は人口3,525人、1,530世帯、及び996家族が暮らしている。人口密度は1/km2 (3/mi2) である。1/km2 (2/mi2) の平均的な密度に1,916軒の住居が建っている。この郡の人種的構成は白人98.64%、アフリカン・アメリカン0.03%、先住民0.20%、アジア0.26%、太平洋諸島系0.03%、その他の人種0.23%、及び混血0.62%である。人口の0.82%がヒスパニックまたはラテン系である。
この郡内の住民は24.80%が18歳未満の未成年、18歳以上24歳以下が5.20%、25歳以上44歳以下が22.80%、45歳以上64歳以下が24.70%、及び65歳以上が22.50%にわたっている。中央値年齢は43歳である。女性100人ごとに対して男性は96.50人である。18歳以上の女性100人ごとに対して男性は92.30人である。
この郡の世帯ごとの平均的な収入は28,356米ドルであり、家族ごとの平均的な収入は35,029米ドルである。男性は23,986米ドルに対して女性は17,135米ドルの平均的な収入がある。この郡の一人当たりの収入 (per capita income) は15,924米ドルである。人口の11.10%及び家族の8.50%は貧困線以下である。全人口のうち18歳未満の14.70%及び65歳以上の6.80%は貧困線以下の生活を送っている。

## 都市及び村
- Ainsworth
- ジョーンズタウン (Johnstown)
- ロングパイン (Long Pine)